# Madelein Meppelink
Madelein Meppelink (Rhenen, 29 novembre 1989) è una giocatrice di beach volley olandese.
Ha partecipato in coppia con Sophie van Gestel al torneo olimpico di Londra 2012 dove ha perso agli ottavi di finale con  Juliana Felisberta e Larissa França, poi vincitrici della medaglia di bronzo.